# Laura (Sao Tomé-et-Principe)
Pour les articles homonymes, voir Laura.
Laura est une localité de Sao Tomé-et-Principe située au nord-est de l'île de São Tomé, dans le district de Mé-Zóchi. C'est une ancienne roça.

## Population
Lors du recensement de 2012, 127 habitants y ont été dénombrés.

## Roça
De taille réduite, elle était à l'origine de type roça-avenida, mais a subi des transformations. Il n'en subsiste que la casa principal (maison de maître).